# Bad Blood (album Bastille)
Bad Blood è il primo album in studio del gruppo musicale britannico Bastille, pubblicato il 4 marzo 2013 dalla Virgin Records.
L'album è stato registrato a Londra ed è stato prodotto dal frontman Dan Smith insieme a Mark Crew. Il disco ha debuttato inoltre alla prima posizione della classifica britannica degli album.

## Tracce
Testi e musiche di Dan Smith.
1. Pompeii – 3:34
2. Things We Lost in the Fire – 4:01
3. Bad Blood – 3:32
4. Overjoyed – 3:26
5. These Streets – 2:55
6. Weight of Living, Pt. II – 2:55
7. Icarus – 3:45
8. Oblivion – 3:16
9. Flaws – 3:39
10. Daniel in the Den – 3:09
11. Laura Palmer – 3:06
12. Get Home – 6:38 – contiene la traccia fantasma Weight of Living, Pt. I

Tracce bonus nella The Extended Cut
1. Weight of Living, Pt. I – 3:28
2. The Silence – 3:51
3. Laughter Lines – 4:04
4. Bad Blood (Live Piano Version) – 3:28
5. Things We Lost in the Fire (Abbey Road Sessions) – 4:01
6. Laura Palmer (Abbey Road Sessions) – 3:02
7. Flaws (Live Acoustic Version) – 3:38
8. Flaws (Live at Abbey Road) (Video) – 4:19
9. Overjoyed (Video) – 3:43
10. Bad Blood (Video) – 3:47
11. Flaws (Video) – 3:41
12. Pompeii (Video) – 3:52

## Formazione

### Gruppo
- Dan Smith – voce, tastiera (tracce 1-15 e 20), pianoforte (tracce 1-18), percussioni (tracce 4, 7 e 19), programmazione (tracce 1-15)
- Will Farquarson – basso (traccia 1, 2, 5, 6, 7, 10, 13, 15-19), chitarra acustica (traccia 19), percussioni e cori (traccia 20)
- Kyle Simmons – percussioni e cori (traccia 20)
- Chris "Woody" Wood – batteria (traccia 1, 2, 5, 6, 7 e 13), percussioni e cori (traccia 20)

### Altri musicisti
- Mark Crew – tastiera, programmazione (tracce 1-15)
- Ralph Pelleymounter, Ian Dudfield, Jon Willoughby e Josh Platman – cori (traccia 1)
- Sophie Lockett, Juliet Lee, Willemijn Steenbakkers – violini (tracce 2, 11, 17 e 18)
- Alexandra Urquhart – viola (tracce 2, 11, 17 e 18)
- Richard Phillips – violoncello (tracce 2, 11, 17 e 18)
- Verity Evanson – violoncello (tracce 2, 7–8, 11, 15, 17 e 18)
- Dave De Rose – batteria (tracce 5 e 9)
- Gemma Sharpes – violino (tracce 14 e 15)

### Produzione
- Mark Crew – produzione, missaggio
- Dan Smith – produzione
- Mark "Spike" Stent – missaggio
- Bob Ludwig – mastering

## Classifiche
| Classifica (2013-23) | Posizione massima |
| -------------------- | ----------------- |
| Australia            | 41                |
| Austria              | 31                |
| Belgio (Fiandre)     | 6                 |
| Belgio (Vallonia)    | 102               |
| Germania             | 23                |
| Irlanda              | 5                 |
| Italia               | 33                |
| Lituania             | 99                |
| Paesi Bassi          | 48                |
| Regno Unito          | 1                 |
| Svizzera             | 15                |

## Date di pubblicazione
| Paese       | Data             | Formato               |
| ----------- | ---------------- | --------------------- |
| Regno Unito | 4 marzo 2013     | CD, download digitale |
| Italia      | 19 marzo 2013    | CD, download digitale |
| Stati Uniti | 3 settembre 2013 | CD, download digitale |

## All This Bad Blood
Il 22 novembre 2013 i Bastille hanno ripubblicato Bad Blood sotto forma di doppio album e reintitolato All This Bad Blood. Il primo disco contiene gli stessi brani presenti nell'edizione originaria, mentre il secondo è diviso in due parti, All This Bad Blood e Other People's Heartache: la prima parte contiene quattro brani originariamente pubblicati come b-side dei vari singoli del gruppo e nell'edizione Extended Cut di Bad Blood; la seconda parte è invece una selezione di alcuni brani tratti dai mixtape Other People's Heartache e Other People's Heartache Pt. 2, con l'aggiunta degli inediti The Draw e Skulls.

### Tracce
Disc I
1. Pompeii – 3:34
2. Things We Lost in the Fire – 4:01
3. Bad Blood – 3:33
4. Overjoyed – 3:26
5. These Streets – 2:55
6. Weight of Living, Pt. II – 2:55
7. Icarus – 3:45
8. Oblivion – 3:16
9. Flaws – 3:39
10. Daniel in the Den – 3:09
11. Laura Palmer – 3:06
12. Get Home – 3:08

Disc II
- Part I: All This Bad Blood

1. Poet – 2:44
2. The Silence – 3:51
3. Haunt (Demo) – 2:53
4. Weight of Living, Pt. I – 3:26
5. Sleepsong – 3:40
6. Durban Skies – 4:11
7. Laughter Lines – 4:04

- Part II: Other People's Heartache

1. Previously on Other People's Heartache... – 1:06
2. Of the Night – 3:34
3. The Draw – 3:14
4. What Would You Do – 3:03 – originariamente interpretata dai City High
5. Skulls – 4:11
6. Tuning Out... – 2:36

### Classifiche
| Classifica (2013) | Posizione massima |
| ----------------- | ----------------- |
| Danimarca         | 25                |
| Finlandia         | 27                |
| Italia            | 37                |
| Nuova Zelanda     | 19                |
| Svizzera          | 66                |